# Championnats de France d'athlétisme en salle 1982
Navigation
Édition précédente Édition suivante
Les Championnats de France d'athlétisme en salle 1982 ont eu lieu les 20 et 21 février 1982 à l'INSEP de Paris.

## Palmarès
| Discipline       | Hommes           | Hommes         | Femmes                 | Femmes        |
| ---------------- | ---------------- | -------------- | ---------------------- | ------------- |
| 60 m             | Antoine Richard  | 6 s 68         | Marie-Christine Cazier | 7 s 35        |
| 200 m            | Joseph Arame     | 21 s 73        | Chantal Réga           | 24 s 00       |
| 400 m            | Jacques Fellice  | 48 s 93        | Sylvie Revaux          | 53 s 95       |
| 800 m            | Roger Milhau     | 1 min 50 s 40  | Corinne Guillon        | 2 min 13 s 07 |
| 1 500 m          | François Burdel  | 3 min 48 s 63  | Patricia Deneuville    | 4 min 22 s 58 |
| 3 000 m          | Philippe Daniel  | 8 min 2 s 96   | -                      | -             |
| 60 m haies       | Philippe Hatil   | 7 s 99         | Michèle Chardonnet     | 8 s 16        |
| Saut en hauteur  | Franck Bonnet    | 2,24 m         | Maryse Éwanjé-Épée     | 1,85 m        |
| Saut à la perche | Thierry Vigneron | 5,60 m         | -                      | -             |
| Saut en longueur | Denis Pinabel    | 7,74 m         | Marie-Odile Legrand    | 6,14 m        |
| Triple saut      | Henri Dorina     | 15,90 m        | -                      | -             |
| Lancer du poids  | Yves Brouzet     | 18,80 m        | Léone Bertimon         | 16,51 m       |
| 5 000 m marche   | Gérard Lelièvre  | 19 min 37 s 12 | -                      | -             |